# AtlasGlobal
AtlasGlobal (antes conocida como Atlasjet) fue una aerolínea turca con sede en Estambul. Fue fundada el 14 de marzo de 2001, empezando a operar el 1 de junio de ese mismo año. Las bases principales de operaciones se encuentran en los aeropuertos internacionales de Estambul, Esmirna y Antalya.
Habiendo operado desde sus inicios casi exclusivamente vuelos chárter a Europa (siendo Alemania, Italia, Hungría y España sus destinos más habituales), así como vuelos regulares dentro de Turquía, comenzó a operar con base regular fuera de territorio turco por primera vez el 26 de marzo de 2006 (en principio a Londres y Mánchester), tras pasar a manos del tour operador turco ETS, siendo el objetivo último dejar de operar vuelos chárter para pasar a hacerlo únicamente en horario regular.
El total de sus acciones se encontraban, en un principio, en manos del grupo alemán Öger Holdings, quién en marzo de 2004 vendió un 49% de ellas al tour operador turco ETS. En febrero de 2006, Öger Tours se deshizo finalmente de sus participaciones en la compañía vendiéndolas a particulares y Atlasjet pasó finalmente a ser dirigida mayoritariamente por ETS. En agosto de 2008 la compañía pertenece en un 90% a ETS y en un 10% a Tuncay Doganer (Vicepresidente). Contaba con 730 empleados.
Declarada en bancarrota el 12 de febrero de 2020 debido al impacto en la aviación de la pandemia de COVID-19 y dejó de operar definitivamente.

## Códigos
- Código IATA: KK
- Código OACI: KKK
- Callsign: Atlasjet

## Incidentes y accidentes
El 7 de febrero de 2005 un Airbus A320 de Atlasjet se salió por el final de la pista en el Aeropuerto Internacional Atatürk de Estambul, debido a una tormenta de nieve que debilitó mucho las condiciones de frenado tras el aterrizaje. No hubo heridos entre los 6 tripulantes y 164 pasajeros que se encontraban a bordo.
El 18 de agosto de 2007 un avión MD83 de Atlasjet que volaba de Chipre a Estambul fue secuestrado por dos hombres que dijeron pertenecer a Al Qaeda. El secuestro duró aproximadamente cinco horas y finalizó sin víctimas.
El 27 de agosto de 2007 los 216 pasajeros de un vuelo de Atlasjet se amotinan en el aeropuerto de El Prat en Barcelona en protesta por un retraso de más de ocho horas y tras haber sido desalojados hasta en dos ocasiones del aparato. Además el avión tenía desactivado el aire acondicionado, alcanzándose altas temperaturas dentro de la aeronave, lo que provocó algunos desmayos.
El 30 de noviembre de 2007 un MD-83 se estrella en las cercanías del aeropuerto de Isparta, muriendo sus 56 ocupantes.

## Servicios
Durante 2005 Atlasjet se consolidó como la compañía privada más puntera de Turquía. Entre sus servicios más apreciados cabe destacar los siguientes:
- Tarifas reducidas aún sin tratarse de una compañía de bajo coste
- Aumento del espaciado entre asientos reduciendo la configuración de sus aviones
- Asientos de cuero en todos sus aviones, tanto en primera clase como en clase económica
- Notificación gratuita a los pasajeros a través de mensajes SMS acerca de retrasos/cancelaciones de vuelos
- Servicios conjuntos de Fly&Car y Fly&Bus

## Flota Histórica
La aerolínea durante su existencia operó las siguientes aeronaves: